# 沒有凶手的殺人夜
《沒有凶手的殺人夜》是日本作家東野圭吾的短篇推理小說集。1990年光文社發行單行本，1994年發行光文社文庫版。

## 出版書籍
| 出版社         | 出版日期      | 格式   | 頁數  | ISBN                   | 譯者   |
| -------------- | ------------- | ------ | ----- | ---------------------- | ------ |
| 光文社         | 1990年7月     | 單行本 | 270頁 | ISBN 978-4-33-492177-4 | 不適用 |
| 光文社         | 1994年1月     | 文庫本 | 336頁 | ISBN 978-4-33-471826-8 | 不適用 |
| RH Korea       | 2009年4月9日  | 平裝書 | 352頁 | ISBN 978-892-553217-2  |        |
| 人民文學出版社 | 2010年8月     | 平裝書 | 246頁 | ISBN 978-702-008186-8  | 袁斌   |
| 獨步文化       | 2018年5月31日 | 平裝書 | 336頁 | ISBN 978-986-961-547-1 | 李彥樺 |

### 改編漫畫
本書的短篇在不同年份由不同漫畫家改編成漫畫，曾刊登在宙出版的《東野圭吾ミステリー》、《東野圭吾ミステリー 快笑小說》漫畫期刊、秋田書店出版的《東野圭吾ミステリー》、《東野圭吾ミステリー 2》中。2014年宙出版的書籍《The BEST 犯人のいない殺人の夜》將「沒有凶手的殺人夜」以外的六個短篇合併成選集。
|                | 出版社   | 出版日期       | 期刊                  | 書籍編碼               | 作畫     |
| -------------- | -------- | -------------- | --------------------- | ---------------------- | -------- |
| 微不足道的蓄意 | 宙出版   | 2006年4月      | ミッシィコミックス    | ISBN 978-4-77-671921-2 |          |
| 微不足道的蓄意 | 宙出版   | 2014年4月24日  | ミッシィコミックス    | ISBN 978-4-77-673747-6 |          |
| 黑暗中的兩人   | 宙出版   | 2006年4月      | ミッシィコミックス    | ISBN 978-4-77-671921-2 |          |
| 黑暗中的兩人   | 宙出版   | 2014年4月24日  | ミッシィコミックス    | ISBN 978-4-77-673747-6 |          |
| 舞孃           | 宙出版   | 2006年10月10日 | ミッシィコミックス    | ISBN 978-4-77-672071-3 | 英洋子   |
| 舞孃           | 秋田書店 | 2009年12月14日 | Suspiria Mystery增刊  | ASIN B002ZHYKH0        | 英洋子   |
| 舞孃           | 宙出版   | 2014年4月24日  | ミッシィコミックス    | ISBN 978-4-77-673747-6 | 英洋子   |
| 無盡之夜       | 秋田書店 | 2012年6月28日  | 秋田トップコミックスW | ASIN B002ZHYKH0        |          |
| 無盡之夜       | 宙出版   | 2014年4月24日  | ミッシィコミックス    | ISBN 978-4-77-673747-6 |          |
| 白色凶器       | 宙出版   | 2006年10月10日 | ミッシィコミックス    | ISBN 978-4-77-672071-3 | 花村榮子 |
| 白色凶器       | 宙出版   | 2014年4月24日  | ミッシィコミックス    | ISBN 978-4-77-673747-6 | 花村榮子 |
| 再見了，教練   | 秋田書店 | 2012年6月28日  | 秋田トップコミックスW | ASIN B002ZHYKH0        |          |
| 再見了，教練   | 宙出版   | 2014年4月24日  | ミッシィコミックス    | ISBN 978-4-77-67374–6  |          |

## 相關作品
本書之短篇～「微不足道的蓄意」，曾被收錄在角川文庫出版的《十代のための新名作 きみが見つける物語 恋愛編》短篇小說集選集。
（含意：你找到的故事 戀愛篇）其他收錄的作品包含：
- 梨屋阿列（日语：梨屋アリエ）《プラネタリウム》之短篇『あおぞらフレーク』含意：一片藍天　（（日語）講談社出版）
- 乙一《失蹤HOLIDAY （页面存档备份，存于）》之短篇『幸福寶貝』　（翻譯本—繁體中文：皇冠文化出版，簡體中文：譯林出版社）
- 山田悠介《8.1 （页面存档备份，存于）》之短篇『黃泉之梯』　（翻譯本—繁體中文：小知堂出版社，簡體中文：文匯出版社）
- 有川浩《植物圖鑑 （页面存档备份，存于）》之短篇『植物圖鑑』　（翻譯本—繁體中文：台灣角川，簡體中文：天聞角川）

| 出版社   | 出版日期      | 格式   | 頁數  | ISBN                   |
| -------- | ------------- | ------ | ----- | ---------------------- |
| 角川文庫 | 2008年9月25日 | 文庫本 | 321頁 | ISBN 978-4-04-389405-5 |

## 故事簡介&登場人物

### 微不足道的蓄意
- 原題：

「我」的好友行原達也死了。就彷佛一片枯葉一般，從校舍的樓頂飄飛落下。有人目擊到行原獨自爬上樓頂，然後攀出護欄。不相信好友會自殺的「我」對事件展開了調查。
登場人物
- 中岡 良（Nakaoka Ryou）

高中三年級生，足球部部員。本故事由他第一人稱敘述。
- 行原 達也（Yukihara Tatsuya）

高中三年級生，良的好友。從校舍頂樓墜落身亡。
- 佐伯 洋子（Saeki Youko）

高中三年級生。行原達也的恋人。
- 笠井 美代子（Miyoko）

高中二年級生。英語對話俱樂部的部員。

### 黑暗中的兩人
- 原題：

萩原信二年僅三個月的弟弟被殺，得知此事的萩原的班導永井弘美前往家訪，並得知了萩原的一些情況：被殺的嬰兒是信二的父親與繼母麗子所生。之後警方將目光鎖定在麗子的外遇對象、信二父親的部下中西身上……
登場人物
- 永井 弘美（Nagai Hiromi）

中學教師，萩原信二的班主任。
- 萩原 信二（Hagiwara Shinji）

中學三年級生。
- 萩原 啟三（Hagiwara Keizou）

信二的父親。公司董事。
- 萩原 麗子（Hagiwara Reiko）

啟三的妻子。信二的繼母。
- 中西 幸雄（Nakanishi Yukio）

萩原啟三的部下。

### 舞孃
- 原題：

每逢週三上補習班的孝志最近開始比較晚回家，那是因為他被每週三晚必定在S學園裡跳新體操的少女所吸引。想要結識該少女但感到困惑的孝志于是向家庭教師黑田傾訴，在黑田的建議下，孝志將鼓勵的話語寫成字條放在體操室的正門。但此後孝志發現少女沒再去跳新體操了，答應幫忙調查的黑田卻發現該少女已自殺身亡……
登場人物
- 孝志（Takashi）

中學三年級生，每日都在為準備考試而努力學習。
- 良子（Ryouko）

孝志的母親。
- 黑田（Kuroda）

孝志的家庭教師，大學生。
- 跳舞的女孩

每週週三在S學園的體育館跳新體操的少女。

### 無盡之夜
- 原題：

田村厚子收到大阪府警察的電話，說她隻身往大阪赴任的丈夫洋一被殺了。洋一是家中三兄弟的老么，為了開拓家族事業業務而前往大阪分店上任，而厚子因為討厭大阪而沒有同行。但為了丈夫的命案沒辦法只好前往大阪，負責調查此案的番場刑警接待了她。接著為了偵破案件，番場帶厚子一起前往洋一生前常去的地方調查……
登場人物
- 田村 厚子（Tamura Atsuko）

主婦，西式裁剪學校的講師。
- 田村 洋一（Tamura Youichi）

厚子的丈夫，前往大阪單身赴任，但其遺體被發現了。
- 田村 一彥（Tamura Kazuhiko）

洋一的大哥，經營服裝生意。
- 田村 宏明（Tamura Hiroaki）

洋一的二哥。
- 番場（Banba）

大阪府警的刑警。

### 白色凶器
- 原題：

A食品株式會社的職員接二連三死於非命，先是安部從公司墮樓身亡，再是佐野發生了交通意外。警方將目光集中在經歷坎坷的女職員身上……
登場人物
- 安部 孝三（Abe Kouzou）

A食品株式會社的材料課課長，在公司大樓墜落身亡。
- 佐野（Sano）

A食品株式會社的材料課係長。
- 森田（Morita）

A食品株式會社的材料課課員。
- 中町 由希子（Nakamachi Yukiko）

A食品株式會社的材料課課員。
- 中町 洋一（Nakamachi Youichi）

由希子的丈夫。在交通事故中死亡。
- 中町 伸治（Nakamachi Shinji）

洋一的弟弟。

### 再見了，教練
- 原題：

望月直美的自殺遺體被發現在公司射箭部的部室內，她死前留下了一盒錄像帶，內容是直美表白自己因射箭比賽失誤而厭世，而選擇自殺的道路。臨終時，她對指導她射箭的教練說了一句：「再見了，教練。」然而，警方著手調查此案，發現了錄像帶中的某處疑點，令他們懷疑案件另有內情……
登場人物
- 我

射箭部的教練。
- 望月 直美（Mochizuki Naomi）

射箭部的部員，其遺體被發現在部室裡。
- 陽子（Youko）

我的妻子。

### 沒有凶手的殺人夜
- 原題：

安藤由紀子在岸田家裡被殺，岸田一家為掩蓋真相，讓兒子的家庭教師拓也和雅美一同協助。在拓也協助將由紀子的屍體掩埋之後，由紀子的哥哥安藤和夫為尋找妹妹而找到了岸田家，但岸田一家否認見過由紀子。然而，隨著由紀子的屍體因暴雨而被發現，真兇被警方逮捕，事件的另一個驚愕真相也浮出水面……
登場人物
- 拓也（Takuya）

岸田隆夫的家庭教師。
- 岸田 創介（Kishida Sousuke）

有名的建築家。
- 岸田 時枝（Kishida Tokie）

創介的妻子。正樹的繼母，隆夫的親生母親。
- 岸田 正樹（Kishida Masaki）

創介的兒子，大學生。
- 岸田 隆夫（Kishida Takao）

創介的兒子，高中生。性格暴躁，容易動怒。
- 雅美（Masami）

隆夫的家庭教師。
- 安藤 由紀子（Andou Yukiko）

失踪了的女人，其屍體在暴雨後被發現。
- 安藤 和夫（Andou Kazuo）

由紀子的哥哥，為追查妹妹下落到訪岸田家。
- 高野（Takano）

調查案件的刑警。

## 電視劇

### 無盡之夜
原題：
1990年10月22日改編《沒有凶手的殺人夜》單篇〈無盡之夜〉於富士新聞網「現代推理サスペンス」晚上10點播放1集，標題為「無盡之夜」。
主演
- 田村厚子：藤真利子（日语：藤真利子）

其他演員
渡邊正行、小林梢、石井光三、藤原晋、遠藤眞希、後藤久美、米沢由香、高崎隆二、岡田勝
製作人員
- 劇本：西岡琢也（日语：西岡琢也）
- 主題曲：中島美雪「穿越夜色（日语：夜を往け）」（作詞・作曲：中島美雪、編曲：瀬尾一三（日语：瀬尾一三））

### 東野圭吾 懸疑故事
2012年7月於富士電視台木曜劇場於晚上10點播放，標題為「東野圭吾 懸疑故事」。該戲劇共有十一集，取材自東野圭吾的小說《沒有凶手的殺人夜》、《怪人們》、《當時的某人》，本小說七個短篇裡有五篇改編成戲劇收錄在「東野圭吾 懸疑故事」。
再見了，教練
- 播放日期：2012年7月5日
- 主演：

- 石上純一（射箭部教練）：唐澤壽明
- 望月直美（射箭部弟子）：田中麗奈

沒有凶手的殺人夜
- 播放日期：2012年7月12日
- 主演：

- 佐藤拓也（家庭教師）：坂口憲二
- 岸田創介（建築師）：白井晃

無盡之夜
- 播放日期：2012年7月19日
- 主演：

- 田村厚子（學校講師）：松下奈緒
- 番場十三（刑事課刑警）：大杉漣

白色凶器
- 播放日期：2012年8月16日
- 主演：

- 中町由希子（材料課OL）：戶田惠梨香
- 森田壽（材料課員工）：平岡祐太

微不足道的蓄意
- 播放日期：2012年8月23日
- 主演：

- 中岡良（高中三年級生，我）：三浦春馬
- 佐伯洋子（高中三年級生，達也的戀人）：波瑠